# Багренци
Багренци е село в Западна България. То се намира в община Кюстендил, област Кюстендил.

## География
Село Багренци се намира в Западна България, в Кюстендилската котловина, източно от град Кюстендил, край шосето за град Дупница. В землището му се вливат реките Граничка и Бурин дол и образуват река Багренска, която протича през селото и се влива в река Струма. Разстояние до град Кюстендил – 5.76 км.
Купно село с две махали: Доломанска и Сред Село.
Климат: умерен, преходно континентален.
През годините селото принадлежи към следните административно-териториални единици:
- 1949 – 1955 – Община Слокощица
- 1955 – 1958 – Община Багренци
- 1958 – 1978 – Община Граница
- 1978 – днес – Община Кюстендил

## Население
| Багренци  | Багренци | Багренци | Багренци | Багренци | Багренци | Багренци | Багренци | Багренци | Багренци | Багренци | Багренци | Багренци | Багренци |
| --------- | -------- | -------- | -------- | -------- | -------- | -------- | -------- | -------- | -------- | -------- | -------- | -------- | -------- |
| година    | 1866     | 1880     | 1900     | 1920     | 1926     | 1934     | 1946     | 1956     | 1975     | 1978     | 1984     | 2008     |          |
| население | 425      | 473      | 604      | 784      | 826      | 879      | 872      | 826      | 1041     | 987      | 905      | 709      |          |

Численост и дял на етническите групи според преброяването на населението през 2011 г.:
|                     | Численост | Дял (в %) |
| Общо                | 675       | 100,00    |
| Българи             | 657       | 97,33     |
| Турци               | 0         | 0,00      |
| Цигани              | 0         | 0,00      |
| Други               | 0         | 0,00      |
| Не се самоопределят | 0         | 0,00      |
| Неотговорили        | 16        | 2,37      |

## История
Няма данни за възникването на селището. На 1 км северно от селото в местността Ималище е съществувало антично селище. Преди десетилетия са открити останки от основи, градени от дялани каменни блокове, споени с хоросан.
Най-старото писмено сведение за селото е от 1866 г.; селото има 64 домакинства и 427 жители.
През 1893 г. селото има 7358 декара землище, от които 6582 дка ниви, 431 дка лозя, 210 дка овощни и зеленчукови градини, 135 дка ливади и се отглеждат 530 овце, 264 говеда, 67 биволи и 73 коня. Основен поминък на селяните са земеделието (лозя, овощия, тютюн, зърнопроизводство) и животновъдството. Развиват се домашните занаяти. В селото има 2 коларо-железарски работилници, воденица, бакалница, кръчма, казанджийница и др.
През 1911 г. е открита фабрика за керемиди.
През 1880 г. е открито първото училище, през 1885 г. е построена църквата „Св. св. Кирил и Методий“.
През 1907 г. е учредена потребителна кооперация „Напредък“, през 1928 г. – читалище „Отец Паисий“, през 1931 г. – колоездачно дружество „Шишманова багреница“.
При избухването на Балканската война в 1912 година един човек от Багренци е доброволец в Македоно-одринското опълчение.
Селото е електрифицирано през 1942 г. и водоснабдено през 1958 г.
През 1948 г. е учредено ТКЗС „Васил Коларов“, което от 1979 г. е включено в състава на АПК „Осогово“ – град Кюстендил.
През 1947 г. цигларната фабрика е национализирана и реконструирана (1951), като от 1968 г. е преустроена за производство на тухли.
Открита е пощенска станция (1955), АТЦ (1978) построени са здравна служба, детска градина и търговска сграда (1967), читалище (1976), нова сграда на училището (1950)
В началото на XXI век в резултат на промените в страната след 1989 г. и засилената миграция населението намалява. Училището е ликвидирано. Перспективите за развитие на селото са свързани с овощарството и развитието на селски и културен туризъм.

## Исторически, културни и природни забележителности
- Църква „Свети свети Кирил и Методий“. Построена е през 1885 г. Според неотдавна разкрития надпис над вратата е строена от майстор Георги Манчов от село Полетинци през 1885 г. Църквата е трикорабна псевдобазилика, необичайна за едно село със своя внушителен вид. Западната стена се поддържа от четири антични гранитни профилирани бази. Колоните са свързани с три големи арки. Фасадата е обогатена с прозорци и големи ниши, увенчана със силно изразена тричелна аркатура, достигаща до покривната конструкция. Над средния кораб се издига купол с голям барабан.Иконостасът е дъсчена направа, резбовани са само кръста и олтарните двери. Липсва стенописна украса, с изключение на изображение на рядката композиция „Богородица госпожа ангелов“ на тавана, изпълнена през 1889 г. от живописците Марко и Теофил Миневи от Македония. През 2007 г. са изписани стенописни изображения на външните ниши на църквата.

## Религии
Село Багренци принадлежи в църковно-административно отношение към Кюстендилската духовна околия на Софийската епархия на БПЦ. Населението изповядва източното православие.

## Обществени институции
- Кметство Багренци.
- Читалище „Отец Паисий“ – действащо читалище, регистрирано под номер 1818 в Министерство на Културата на Република България

Дейности: Клуб на Малкия художник, Клуб Приятели на флората и фауната, Клуб Приятели на книгата, Клуб на шахматиста, Млади приятели на музи; библиотека – 12 440 тома.
- - Женска певческа група „Веселие“;
  - Фолклорна група „Азалия“
  - Танцов ансамбъл „Багреница“ – Основан през месец Ноември 2012 година с ръководител Йорданка Иванова

## Икономика
В селото има Керамичен завод за производство на единични керамични тухли – плътни и решетъчни и керамични блокове и Предприятие за добив и транспорт – и двете поделения на „КЕРАМИНЖЕНЕРИНГ“ АД – гр. София. 

## Спорт
- Селото има и футболен отбор „Осогово“ който през сезон 1992 – 1993 се състезава в Югозападната В група. През 2001 г. печели купата „Тодор Александров“ в областното първенство. Неколкократен носител на купата на „Брянск“. Отборът е многократен първенец в окръжната група.

## Редовни събития
- На 24 май се провежда традиционен събор. Тогава е празникът на селото. Тази дата е избрана, защото тогава е денят на славянската писменост, а нейни създатели са братята Кирил и Методий. Църквата и закритото училище носят тяхното име.
- На 14 октомври (Света Петка) се провежда курбан.

## Личности
Родени в Багренци
- Васко Тодоров – световен шампион по борба за младежи в Мелбърн през 1988 г.
- Костадин Атанасов (1893 – ?), македоно-одрински опълченец, 2 рота на 7 кумановска дружина[6]
- Васил Чакъров – художник